# Johann Steiner
Johann Steiner (n. 28 martie 1948, Biled, județul Timiș) este un scriitor de limba germană originar din Banat, România.

## Biografie[2]
La vârsta de trei ani, în 1951, familia sa a fost deportată în Bărăgan. Abia în 1956 familia sa a revenit în localitatea de baștină, împreună cu el.
A urmat gimnaziul la Timișoara, după care a urmat studii de germanistică și romanistică la Universitatea din Timișoara.
Între 1971 și 1979 a fost redactor sportiv la redația locală a ziarului Neuer Weg din Timișoara.
În noiembrie 1980 a emigrat în Republica Federală Germania.
Din 1981 a fost redactor la editura Telepress din Düsseldorf și la editura și tipografia Rheinisch-Bergischen Verlags- und Druckerei-GmbH.
Din 1985 este radactor la General-Anzeiger din Bonn
Cartea sa Die Gräber schweigen: Berichte von der blutigsten Grenze Europas (Mormintele tac: Relatări despre cea mai sângeroasă graniță a Europei) tratează situația granițelor României până la căderea Cortinei de fier. Autorul estimează că până la Revoluția română din 1989, în încercarea de a trece fraudulos granițele României, spre a scăpa de dictatura lui Nicolae Ceaușescu, și-au pierdut viața mai mulți oameni decât la Zidul Berlinului. Principala cale de evadare din România era peste Dunăre, spre Iugoslavia și, de acolo, spre Occident. La această tentativă mulți și-au pierdut viața sau au fost mutilați de vedetele rapide ale grănicerilor români.

## Scrieri
- Hansi Schmidt. Weltklasse auf der Königsposition. Biographie eines Handballers, Verlag Gilde & Köster, Troisdorf, 2005 ; ISBN 3-00-016717-X
- Die Gräber schweigen: Berichte von der blutigsten Grenze Europas (coautoare: Doina Magheți), Editura Gilde & Köster, Troisdorf,  ISBN 978-3-00-024991-4